# 櫻川寶の入舟
櫻川万平（さくらがわ まんぺい、1955年10月25日 - ）は櫻川流江戸芸かっぽれの家元。本名は近藤 貴裕。日本に4名しかいない幇間（太鼓持ち）でもある。日本舞踊、獅子舞、仁羽、三味線など数々の江戸芸に精通した「粋人（スイジン）」。

## 芸歴
- 1955年「梅后流江戸芸かっぽれ」宗家、櫻川梅后の長男として東京浅草に生まれる。櫻川萬作の芸名で幼少の頃より「梅后流江戸芸かっぽれ」の修行に励み、お座敷芸・踊り・獅子舞・三味線・東八拳など数々の伝統的遊芸を身につける。
- 1977年 東京ヒルトンホテル退職。芸能活動のかたわらに、絵画や化粧品のセールスなどを始める。この仕事でお客さんの気持ちをつかむコツを身につけ現在の芸に活かされている。
- 1985年 遊芸に更に磨きをかけプロとなるため、幇間芸の名人である悠玄亭玉介に弟子入りする。芸の基礎ができていたので、弟子入りしてすぐに悠玄亭萬作として、浅草見番からお披露目をし一本立ち。
- 1989年 高校の同級生である元横綱千代の富士関(現・九重親方)より「千代」の文字をもらい、萬作改め「悠玄亭千代介」と改名。
- 1995年 梅后流とは別に「櫻川流江戸芸かっぽれ」を創設する。櫻川流では、かっぽれをはじめとして、獅子舞、仁羽、日舞など、梅后流ではできない活動を行っている。
- 1996年 浅草見番から吉原に籍を移す。「櫻川千代助」と改名。
- 2003年 「梅后流江戸芸かっぽれ」家元を襲名。
- 2005年 日本舞踊「名古屋西川流」師範となる
- 2008年 現在、全国に4,500人以上の弟子を抱える梅后流江戸芸かっぽれの家元として踊りの指導にあたる。また、幇間（太鼓持ち）としても、全国各地のお座敷を始め、劇場・ホール・寄席などにも出演。
- 2010年 二世西川鯉三郎の直弟子である西川鯉貴与に師事し、西川貴与三朗を拝命。最近では、TV、ラジオ、ドラマ、マスコミ方面でも幅広い芸域で活動する。さらに、出演したドラマでは、演者としてだけでなく振り付け指導を行う。常にひと味違った存在感を示し「人間通」「通人の域」を体現する数少ない「粋人」と称されている。
- 芸名の新襲名を累ね、近年では櫻川千代太郎から2002年に櫻川千代助[1]、2015年（平成27年）10月25日還暦へ櫻川寶の入舟と改めその後も幾度となく芸名の変更を自身の芸の鍛錬と位置づけ変更を続けている。

## 梅后流江戸芸かっぽれとは
かっぽれの始まりには諸説あり、真実ははっきりしていない。一般的には、江戸時代の大阪・住吉大社で五穀豊穣を願った「住吉踊り」に始まったと言われる。その後、お座敷芸へと変わっていき、幇間（太鼓持ち）や落語家などの踊りとして定着していった。
最盛期は、江戸末期から明治までであり、大正、昭和とときを経るに連れ人気は下火となっていく。
現在のかっぽれは、昭和40年に主婦近藤才子（現、梅后流江戸芸かっぽれ宗家、櫻川梅后）が初代櫻川ぴん助師匠のかっぽれ道場に入門したことから始まる。近所の奥さんに頼まれてかっぽれを教えたのが梅后流かっぽれの始まり。櫻川梅后はお座敷芸であるかっぽれを、浅草サンバカーニバルを見た時パレードのできる大道芸に発展させようと思いつき、その結果、現在全国4,500人の門弟を抱えるまでに発展。
梅后流江戸芸かっぽれは、数々の文化功労により、文部大臣賞・東京都文化功労賞などを受賞。
また、日本の古典文化を世界に伝えるためヨーロッパをはじめとして、中国・ハワイ・アメリカなどの式典に招待され、日本はもちろんのこと海外にまで活動の場を広げている。

## 幇間（太鼓持ち）とは
2008年現在、幇間は日本で四名のみで、その中のひとりが櫻川千代助である。
本来、太鼓持ちは俗称で、幇間が正式名称である。「幇」は助けるという意味で、「間」は人と人の間、すなわち人間関係をあらわす意味。この二つの言葉が合わさって、人間関係を助けるという意味となる。宴会の席で接待する側とされる側の間、客同士や客と芸者の間、雰囲気が途切れた時楽しく盛り上げるために繋いでいく遊びの助っ人役が、幇間すなわち太鼓持ちである。

### 太鼓持ちの名前の由来
太鼓持ちの名前の由来は、諸説あり、その中からひとつを紹介する。
太閤秀吉の御伽衆で、非常に機知に富んだ曽呂利新左衛門いう侍がいた。秀吉の機嫌が悪そうな時は、「太閤、いかがで、太閤、いかがで」と、太閤を持ち上げて機嫌取りをしていたため、機嫌取りが上手な人を「太閤持ち」から「太鼓持ち」と言うようになったと言われている。ただし曽呂利新左衛門は実在する人物かどうかも含めて謎が多い人物なので、単なる伝承である可能性も高い。
日本古来から習慣となっている、宴会＝宴（うたげ）は、節日に五穀豊穣と八百万の神を崇拝し、お神酒や供物を、神仏と共に食する直会の「打上げ」から来ていると言われる。
専業の幇間は元禄の頃（1688年 - 1704年）に始まり、揚代を得て職業的に確立するのは宝暦（1751年 - 1764年）の頃とされる。江戸時代では吉原の幇間を一流としていたと伝えられる。

## 著作
- ヘイ、太鼓もちがまいりました！（PHP研究所／1995年10月19日発売）
- 笑いを呼ぶ人は成功をする（サンマーク出版／2000年2月25日発売）

## CD
アナログ盤
- カッコイイ奴！（キャニオン／1981年11月発売）

CDシングル
- 拝啓 夢殿（日本クラウン／2001年10月24日発売）※櫻川千代太郎名義
  - 拝啓　夢殿（作詞・作曲：梶原茂人／編曲：田崎 秀）
  - 南風吹いて（作詞：円香乃／作曲・編曲・英詞：Gary SCOTT）
- ヨッ！太鼓持ち（日本コロムビア／1998年11月発売）
  - ヨッ！太鼓持ち
  - 浅草のバラード（作詞・作曲：池田大其／編曲：高田ヒロシ）

CDアルバム
- みかんぶね（インディーズ／2003年9月発売）
  - ヨッ！太鼓持ち（作詞・作曲：池田大其／編曲：内田拓夫）
  - お茶漬け（作詞・作曲・編曲：安田 光）
  - 浅草のバラード（作詞・作曲：池田大其／編曲：安田 光）
  - smiling（作詞・作曲：水野松也／編曲：内田拓夫）
  - 浅草大音頭（作詞・作曲：水野松也／編曲：内田拓夫）

## テレビ／ビデオ／ラジオ
テレビ／ビデオ
- 芸者小春姐さん奮闘記(4)（テレビ東京／2007年5月16日放送）
- 芸者小春姐さん奮闘記(5)（テレビ東京／2008年1月23日放送）
- 次郎長背負い富士（NHK／2006年6月1日〜 8月31日：全10話）
- 江戸の匠（NHK／2004年9月放送）
- 江戸の粋 和の心（家元襲名記念ビデオ／2003年：90分）
- 雅 京都でお買い物道中（番組販売／2003年放送）
- Dash Dash -幇間・櫻川千代助（TBS／2002年6月放送）
- 江戸の芸人・櫻川千代助（NHK／2000年9月放送）
- どんとこい民謡（NHK)
- ルックルックこんにちは（NTV)
- 笑点（NTV）
- 噂の!東京マガジン（TBS)
- 楽園図鑑（毎日放送）
- 正月爆笑ヒットパレード（CX)
- たけしの万物創世記（ANB)

ラジオ
- 夜の深夜便（NHKラジオ／2008年2月18日放送）
- 千代助の今日もかっぽれ（HBCラジオ／2002年6〜12月放送）